# (4472) Navashin
(4472) Navashin es un asteroide perteneciente al cinturón de asteroides, descubierto el 15 de octubre de 1980 por Nikolái Stepánovich Chernyj desde el Observatorio Astrofísico de Crimea (República de Crimea).

## Designación y nombre
Designado provisionalmente como 1980 TY14. Fue nombrado Navashin en honor al biólogo y astrónomo ruso soviético Mikhail Sergejeviĉ Navaŝin.